# Alberto Gout
Alberto "Tito" Gout Ábrego (Ciudad de México, 14 de marzo de 1913-Ciudad de México, 7 de julio de 1966) fue un director, productor y escritor de cine mexicano.

## Trayectoria
Aunque nacido en la Ciudad de México, Gout tenía su ascendente en Chiapas, ya que su padre fue senador por ese estado sureño. La Revolución mexicana motiva el desplazamiento de Gout y su familia hacia Los Ángeles, California, donde comienza a relacionarse en la industria del cine de Hollywood. De vuelta en México, Gout se gana un sitio en la incipiente cinematografía como responsable de maquillaje en cintas como La mujer del puerto (1934) y Refugiados en Madrid (1938), entre otras.
Su debut como director ocurre en la comedia Su adorable majadero (1938), a la que siguen algunas cintas interesantes de temas variopintos como San Francisco  de Asís (1943) y Tuya en cuerpo y alma (1944), sin embargo, su reconocimiento le llega con el cine de cabaret o Cine de rumberas, género en el que se inicia con Humo en los ojos (1946) y que comienza a dominar a partir de Revancha (1948), cinta en la que trabaja por vez primera con la actriz y rumbera mexicana-cubana Ninón Sevilla, una de sus estrellas predilectas. Los mejores resultados de esta dupla se dan en Aventurera (1949) y en Sensualidad (1950), ambas apoyadas en el buen trabajo del guionista Álvaro Custodio. Además de Sevilla, también dirigió a estrellas como Meche Barba, Gloria Marín, María Antonieta Pons, Rosa Carmina, Silvia Pinal y las hermanas Tere y Lorena Velázquez, entre otras.
En los años sucesivos, realiza una docena de películas cuyos temas se dividen, por una parte, en el esfuerzo de mantenerse cercano a la temática de cabaret y, por la otra, en la búsqueda de nuevas premisas que le permitan mantenerse vigente: la inspiración bíblica en Adán y Eva (1956), el melodrama familiar en Mi desconocida esposa (1955), el histórico en El rapto de las sabinas (1960) o el regreso a la comedia en Estrategia matrimonio (1966) su última película. Gout es un director que logra vincularse a la vida de la sociedad capitalina mexicana gracias a su capacidad de fabulador urbano.

## Filmografía

### Director
- Su adorable majadero (1939)
- Café Concordia (1939)
- Cuando viajan las estrellas (1942)
- San Francisco de Asís (1944)
- Tuya en cuerpo y alma (1945)
- Una sombra en mi destino (1946)
- Los buitres sobre el tejado (1946)
- Humo en los ojos (1946)
- La bien pagada (1948)
- Cortesana (1948)
- El gallo giro (1948)
- Revancha (1948)
- Rincón brujo (1949)
- Aventurera (1949)
- La piel desnuda (1950)
- En carne viva (1951)
- Sensualidad (1951)
- No niego mi pasado (1951)
- Mujeres sacrificadas (El recuerdo del otro) (1952)
- Aventura en Río (1952)
- La muerte es mi pareja (Quiero vivir) (1953)
- La sospechosa (1955)
- Adán y Eva (1956)
- Mi desconocida esposa (1958)
- El rapto de las Sabinas (1962)
- Estrategia matrimonial (1966)